# ブルーノ・ブロイアー
ブルーノ・ブロイアー（Bruno Bräuer、1893年2月4日 - 1947年5月20日）は、ドイツの陸軍軍人、空軍軍人。ドイツ国防軍空軍降下猟兵大将。
ブロイアーの軍歴は陸軍の士官候補生となった1905年から始まった。第一次世界大戦でブロイアーは第7西プロシア歩兵連隊に所属していたときに一級鉄十字章と二級鉄十字章を授かった。ヴァイマル共和国軍に参加後にブロイアーはゲネラル・ゲーリング連隊第I大隊の指揮官となった。この大隊（ドイツで最初の空挺部隊となった）の指揮官の少佐として1936年5月11日にブロイアーは航空機から降下した最初の降下猟兵となった。しかし、この降下は以後のものとは異なり輸送機の側面ドアからではなく主翼の上からの降下であった。1938年にブロイアーは第1降下猟兵連隊の指揮官となり、第1大隊の指揮官はフォン・グラツィ（Von Grazy）少佐が引き継いだ。ブロイアーはポーランド、フランス、オランダ、バルカン半島でこの部隊の指揮を執り、後にクレタ島の司令官、少将として第9降下猟兵師団の指揮官となった。戦後、ブロイアーは戦争犯罪の罪で死刑に処せられた。

## 人格と外見
ブロイアーは普通の降下猟兵とは異なり、非常に短躯で少し吃音であった。彼はまた金のシガレットケースを持っていたことでも知られており、1941年にクレタ島で撮られた数少ない写真の1枚にそれを持っているものがある。クレタ島要塞で最も人情味のある司令官であったとされており、この戦争が明らかにドイツの勝利に終わらないことを見通していたと思われる。ブロイアーは、コンスタンディノス・ミツォタキスを刑務所から釈放した後、ミツォタキスに、彼がいつの日かギリシャの舵取りに大きな役割を果たす（後にミツォタキスは首相となる）であろうとほのめかしたが、ギリシャがずっとドイツの占領下にあると考えていたらそのようなことは言わなかったであろう。

## 戦争初期
ブロイアーは第1降下猟兵連隊の指揮官としてポーランド、フランス、ベルギーで戦ったが、顕著な勇猛さでその名声を得たのはオランダでの戦闘でのことであった。ブロイアーの部隊の目的はムールデイク（Moerdijk）とドルトレヒトの2つの橋の確保であった。ムールデイクではフリッツ・プラーガー（Fritz Prager）大尉指揮下の第1降下猟兵連隊／第II大隊が橋の両側に2個中隊が降下し強襲をかけ、橋が爆破される前にこれを確保した。ドルトレヒトでは第1降下猟兵連隊／第I大隊のフォン・ブランディス（von Brandis）中尉指揮の第3中隊が僅か1個中隊のみで降下し、激しい戦闘が行われた結果オランダ軍が橋を確保し続けブランディスは戦死した。
ワールハーベン（Waalhaven）近郊の飛行場は第1降下猟兵連隊／第III大隊が防衛部隊を飛行場から引き離す策で手際よく確保し、増援部隊がそこに着陸した。オランダ軍の反撃は増大し、ドルトレヒトの橋は未だオランダの車両を徴発したブロイアーの手中には落ちていなかったが激しい戦闘のブロイアーの発揮した信じがたいほどの勇猛果敢さにより橋は完全に確保された。ブロイアーはこの功績により騎士鉄十字章を授与された。
ブロイアーはドイツの英国侵攻計画であるアシカ作戦で先鋒を務める部隊に含まれる予定であった。マインドル少佐の大隊がハイズ（Hythe）に降下する一方でブロイアーの連隊はパドルスワース（Paddlesworth）とエッチングヒル（Etchinghill）に降下することになっていた。これら両部隊の目的はサンドゲート（Sandgate）であり、部隊が目標に向かい移動している間に空軍の輸送機がフランスにとって返し第一波を援護する第二波となるエドガー・シュテンツラー（en:Edgar Stentzler）少佐の大隊を運んでくることになっていた。

## クレタ
1941年5月20日にナチス・ドイツはクレタ島に空から上陸を開始し、イラクリオンにある飛行場の奪取を任務とするブロイアーは第1降下猟兵連隊と第2降下猟兵連隊／第II大隊の指揮を執った。この攻勢は素晴らしい成功とは言えず、第1降下猟兵連隊／第II大隊は海岸の道路に降り立ちほとんど援護の無い状態で敵軍からの激しい砲火に晒された。街の東側に降下したブロイアーと第I大隊はすぐさま西側への移動を試み第II大隊の残存兵員を探そうとした。8日後もまだ飛行場は持ちこたえていたが、マレメ（Maleme）からドイツ軍が島を横断して進軍して来たとの情報が入ると連合国軍は港に撤退し島から脱出した。

## クレタ島司令官
1942年11月にブロイアーはアレクサンダー・アンドレ（Alexander Andrae）将軍に代わってクレタ島の司令官となった。彼は部下をクレタ島の住民に対しもっと敬意を持って接する態度をとらせようとした。3月25日のギリシャの独立記念日にブロイアーは刑務所から100名のクレタ島民を釈放し、その中には後にギリシャの首相になったコンスタンディノス・ミツォタキスがいた。ブロイアーは間もなく厳格だが公正なクレタ島で最も人情味のある司令官という評判を得た。ドイツ軍がスターリングラードとエル・アラメインで敗北した後、ブロイアーは地下指揮壕の建設、スーダ（Souda）湾周辺の防衛の強化、弾薬備蓄量の増加を命じた。しかし、第22歩兵師団長時代の蛮行で名高いフリードリッヒ＝ヴィルヘルム・ミュラー将軍がブロイアーに代わりクレタ島要塞の司令官になった。

## 第9降下猟兵師団
1945年1月にブロイアーの下で第9降下猟兵師団が編成された。この師団は僅か5個大隊で編成され、主に空軍地上部隊とヘルマン・ゲーリング自慢の実戦経験の無い降下猟兵で構成されていた。
1945年1月に2つの大隊がブレスラウで第1ウクライナ方面軍に包囲され壊滅した。師団の残存部隊はゼーロウ高地まで退却し、ここで急迫する赤軍の攻撃に備えて塹壕を掘り防衛線を張った。この部隊の兵士達が敵の動静をほとんど見ていなかったため、赤軍の弾幕が開かれたときに兵士達の多くは理性的な対応がとれなかった。防衛線がほぼ完全に崩壊するまでに長い時間はかからず、ブロイアーの部下達は敗走し始めた。ブロイアーはこの防衛線の崩壊に疲弊し、指揮官を解任された。

## 処刑
フリードリッヒ＝ヴィルヘルム・ミュラー将軍と共にブロイアーはクレタ島での残虐行為に関与した件で最初にアテネの法廷に立たされた。ブロイアーは3,000名のクレタ島民の死、大虐殺、組織的テロ、国外追放、略奪、悪意による破壊、拷問、不適切な待遇といった訴因で告発された。1946年12月9日にブロイアーは死刑を宣告され、1947年5月20日のクレタ島侵攻記念日の午前5時に銃殺された。アントニー・ビーヴァー（Antony Beevor）は彼を評して「本当についていない男」と記した。

## 埋葬
数年後、ドイツ降下猟兵協会（Association of German Airborne troops）はブロイアーの遺体をクレタ島に移しクレタ島侵攻と占領時に死亡した全てのドイツ兵の墓がある第107高地に埋葬する要望を出した。ブロイアーの遺体は『クレタ人の走者（the Cretan Runner）』の著者George Psychoundakisにより埋葬された。ブロイアーの墓は墓地の一番左の角、無名戦士の墓の隣にある。